# 埃姆斯基兴
埃姆斯基兴是德国巴伐利亚州的一个市镇。总面积67.27平方公里，总人口6019人，其中男性3030人，女性2989人（2011年12月31日），人口密度89人/平方公里。